# リコーテクノシステムズ
リコーテクノシステムズ株式会社（英文社名：Technosystems Co., Ltd.）は、かつて存在したリコー製OA機器のメンテナンスからサーバ、ネットワーク機器の販売、設計、構築、運用、保守を行うリコーグループの企業。
2014年7月1日にリコージャパン株式会社に吸収合併され、解散した。

## 主力製品・事業
- RPサービス事業
- ITサービス事業 - システムインテグレーション、ネットワークインテグレーション、ドキュメントサービス

## 主要事業所
- 本社 - 東京都台東区浅草橋5丁目20番8号
- 全国384ヶ所のサービス拠点を展開

## 沿革
- 1977年（昭和52年）10月 - リコーエレクトロニクスサービス株式会社設立。
- 1984年（昭和59年）4月 - 複写印刷機の保守サービス会社5社と合併。リコーサービス株式会社（東京）に社名変更。
- 1985年（昭和60年）7月 - 建設省（現・国土交通省）電気通信工事業の免許取得。
- 1988年（昭和63年）4月 - リコーテクノネット株式会社（東京）に社名変更。
- 1996年（平成8年）10月 - リコーテレコム株式会社を統合。
- 1999年（平成11年）1月 - リコー情報システム株式会社、リコーテクノネット株式会社（大阪）と統合し、リコーテクノシステムズ株式会社に社名変更。リコーエンジニアリング株式会社のネットワーク部門を統合。
- 2000年（平成12年）
  - 3月 - 通商産業省認定システムインテグレータ企業認定。
  - 9月 - ISO 14001（国際環境マネジメントシステム規格）を当社単独で認証取得。
- 2002年（平成14年）
  - 6月 - ISO 9001認証格付変更（メンテナンス事業分野）。
  - 10月 - SI事業分野でISO 9001認証を取得。
- 2003年（平成15年）
  - 1月 - 株式会社オフィス総研を統合。
  - 2月 - ISMS認証基準（Ver1.0）情報セキュリティマネジメントシステム規格認証取得（事業所：本社・越中島）。
  - 12月 - ドキュメントサービス事業分野でISO9001認証を取得。
- 2004年（平成16年）12月 - ISMS認証基準（Ver2.0）およびBS7799：PART2：2002認証取得（全事業所）。
- 2005年（平成17年）
  - 10月 -
    - SI事業からITサービス事業分野にISO9001認証範囲を拡大。
    - リコーグループの国内販売会社32社の保守サービス部門を一本化。

  - 11月 - COPC-2000規格（総合コンタクトセンター）認証取得。
  - 12月 - 一級建築士事務所の登録。
- 2006年（平成18年）
  - 1月 - 宅地建物取引業者免許の取得。
  - 3月 - 国土交通省　電気工事業、管工事業、建築工事業、とび・土工工事業、内装仕上工事業、塗装工事業の免許取得。
  - 5月 - みなし登録電気工事業の取得。
  - 8月 - 国土交通省　消防施設工事業の取得。
- 2007年（平成19年）3月 - ISMS認証基準（Ver2.0）／BS7799-2:2002をISO 27001に移行。
- 2008年（平成20年）9月 - ITマネージド本部にてISO 20000：2005（ITサービスマネジメントシステム規格）認証取得。
- 2009年（平成21年）1月 - ISO 14001（国際環境マネジメントシステム規格）をリコーグループ統合認証（1995年12月取得）と統合させて認証取得。
- 2014年（平成26年）7月 - リコージャパンに吸収合併され解散。

## 主要関係会社

### 関連会社
- 株式会社リコー
- リコージャパン株式会社
- リコーリース株式会社